# Domingo Sar
Domingo Sar González (Vitoria, 20 de diciembre de 1846-1927) fue un impresor español.

## Biografía
Poco se sabe de la vida de Sar, hijo de Tomás Sar y Simona González. Constaba ya como impresor de oficio, por cuenta ajena, en septiembre de 1872, cuando se dispuso el registro de «Voluntarios de la libertad» de la ciudad de Vitoria. En 1874 estableció en Vitoria imprenta propia. Fue fundador y propietario de El Anunciador Vitoriano, una publicación dedicada a la publicidad de comercios de la capital alavesa que acabaría convertida en periódico. Se imprimía en la imprenta que el propio Sar tenía en la ciudad, sita en la calle de la Estación, actual calle de Eduardo Dato. También se publicaron allí los números de Ateneo, revista editada por el Real Ateneo Científico, Literario y Artístico de Vitoria, y libros como Memorias del Vitoria de antaño, de Ladislao de Velasco, y Don Isidoro Bosarte y el centenario de "La Tía fingida", de Julián Apraiz Sáenz del Burgo, entre otros muchos.